# Козлово
Козлово (рус. Козлово) насељено је место са административним статусом варошице (рус. посёлок городского типа) на северозападу европског дела Руске Федерације. Налази се у југоисточном делу Тверске области и административно припада Конаковском рејону.
Према проценама националне статистичке службе, у вароши је 2014. живело 3.915 становника.

## Географија
Варошица Новозавидовски налази се у југоисточном делу Тверске области у ниском и заравњеном подручју Верхњеволшке низије, на подручју под управом националног парка Завидово. Лежи нешто јужније од места на којем се река Лама улива у реку Шошу, односно на подручју где воде Ивањковске акумулације залазе у доњи део тока ове реке. Удаљен је око 60 километара југоисточно од обласног центра града Твера, односно око 11 км западно од железничке станице Завидово на линији Москва—Санкт Петербург.

## Историја
Село Козлово се у писаним изворима помиње још у XVI веку, а познато је да је након 1781. било делом Клинског округа Московске губерније. Године 1857. у селу је отворена фабрика за ткање тепиха која је дуго времена била главни и једини привредни објекат у селу.
Административни статус варошице има од 1958. године.

## Демографија
Према подацима са пописа становништва 2010. у вароши је живело 7.479 становника, док је према проценама за 2014. ту живело 3.915 становника.
| 1939. | 1959. | 1970. | 1979. | 1989. | 2002. | 2010. | 2014.  |
| ----- | ----- | ----- | ----- | ----- | ----- | ----- | ------ |
| ---   | ---   | ---   | ---   | 4,368 | 4,388 | 3,884 | 3,915* |

Напомена: * према проценама националне статистичке службе.